# Saint-Hilaire-d'Ozilhan
Saint-Hilaire-d'Ozilhan est une commune française située dans l'est du département du Gard, en région Occitanie.
Exposée à un climat méditerranéen, elle est drainée par la Valliguière et par deux autres cours d'eau. Incluse dans les gorges du Gardon.
Saint-Hilaire-d'Ozilhan est une commune rurale qui compte 1 115 habitants en 2022, après avoir connu une forte hausse de la population depuis 1962.  Ses habitants sont appelés les Saint-Hilairois ou  Saint-Hilairoises.
Le patrimoine architectural de la commune comprend un immeuble protégé au titre des monuments historiques : la chapelle Saint-Étienne de Saint-Hilaire-d'Ozilhan, inscrite en 1994.

## Géographie
Le village a été construit dans un bassin entouré de collines et de garrigues. Le climat ressenti est méditerranéen. La préfecture, Nîmes, est à 25 km.
|                   | Valliguières            |             |
| Castillon-du-Gard | Saint-Hilaire-d'Ozilhan | Estézargues |
| Remoulins         | Fournès                 |             |

### Milieux naturels et biodiversité

#### Espaces protégés
La protection réglementaire est le mode d’intervention le plus fort pour préserver des espaces naturels remarquables et leur biodiversité associée,.
La commune fait partie de la zone de transition des gorges du Gardon, un territoire d'une superficie de 23 800 ha reconnu réserve de biosphère par l'UNESCO en 2015 pour l'importante biodiversité qui la caractérise, mariant garrigues, plaines agricoles et yeuseraies,.

## Toponymie

### Climat
Pour des articles plus généraux, voir Climat de l'Occitanie et Climat du Gard.
En 2010, le climat de la commune est de type climat méditerranéen franc, selon une étude s'appuyant sur une série de données couvrant la période 1971-2000. En 2020, Météo-France publie une typologie des climats de la France métropolitaine dans laquelle la commune est exposée à un climat méditerranéen et est dans la région climatique Provence, Languedoc-Roussillon, caractérisée par une pluviométrie faible en été, un très bon ensoleillement (2 600 h/an), un été chaud (21,5 °C), un air très sec en été, sec en toutes saisons, des vents forts (fréquence de 40 à 50 % de vents > 5 m/s) et peu de brouillards.
Pour la période 1971-2000, la température annuelle moyenne est de 13,4 °C, avec une amplitude thermique annuelle de 17,4 °C. Le cumul annuel moyen de précipitations est de 749 mm, avec 6,4 jours de précipitations en janvier et 3 jours en juillet. Pour la période 1991-2020, la température moyenne annuelle observée sur la station météorologique la plus proche, située sur la commune de Pujaut à 15 km à vol d'oiseau, est de 14,6 °C et le cumul annuel moyen de précipitations est de 672,8 mm,. Pour l'avenir, les paramètres climatiques de la commune estimés pour 2050 selon différents scénarios d’émission de gaz à effet de serre sont consultables sur un site dédié publié par Météo-France en novembre 2022.

## Urbanisme

### Typologie
Au 1er janvier 2024, Saint-Hilaire-d'Ozilhan est catégorisée bourg rural, selon la nouvelle grille communale de densité à sept niveaux définie par l'Insee en 2022.
Elle est située hors unité urbaine et hors attraction des villes,.

### Occupation des sols
L'occupation des sols de la commune, telle qu'elle ressort de la base de données européenne d’occupation biophysique des sols Corine Land Cover (CLC), est marquée par l'importance des forêts et milieux semi-naturels (60,6 % en 2018), une proportion identique à celle de 1990 (60,6 %). La répartition détaillée en 2018 est la suivante : 
milieux à végétation arbustive et/ou herbacée (46 %), cultures permanentes (35,7 %), forêts (14,6 %), zones urbanisées (3,4 %), zones agricoles hétérogènes (0,2 %). L'évolution de l’occupation des sols de la commune et de ses infrastructures peut être observée sur les différentes représentations cartographiques du territoire : la carte de Cassini (XVIIIe siècle), la carte d'état-major (1820-1866) et les cartes ou photos aériennes de l'IGN pour la période actuelle (1950 à aujourd'hui).

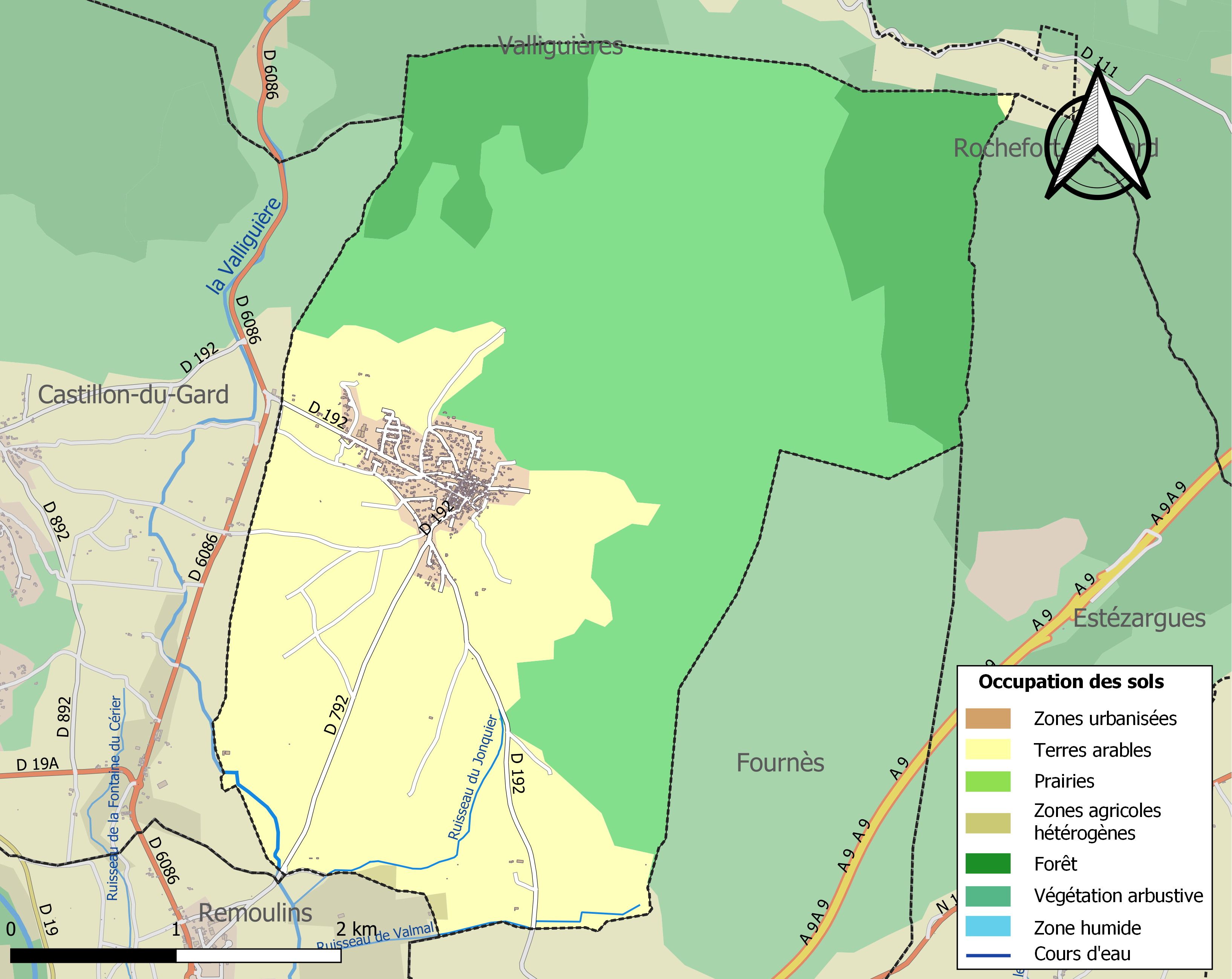
Carte des infrastructures et de l'occupation des sols de la commune en 2018 (CLC).

### Risques majeurs
Le territoire de la commune de Saint-Hilaire-d'Ozilhan est vulnérable à différents aléas naturels : météorologiques (tempête, orage, neige, grand froid, canicule ou sécheresse), inondations, feux de forêts et séisme (sismicité modérée). Il est également exposé à un risque technologique, le transport de matières dangereuses. Un site publié par le BRGM permet d'évaluer simplement et rapidement les risques d'un bien localisé soit par son adresse soit par le numéro de sa parcelle.

#### Risques naturels
Certaines parties du territoire communal sont susceptibles d’être affectées par le risque d’inondation par débordement de cours d'eau, notamment la Valliguière. La commune a été reconnue en état de catastrophe naturelle au titre des dommages causés par les inondations et coulées de boue survenues en 1982, 1987, 1988, 2002, 2003, 2004 et 2005,.

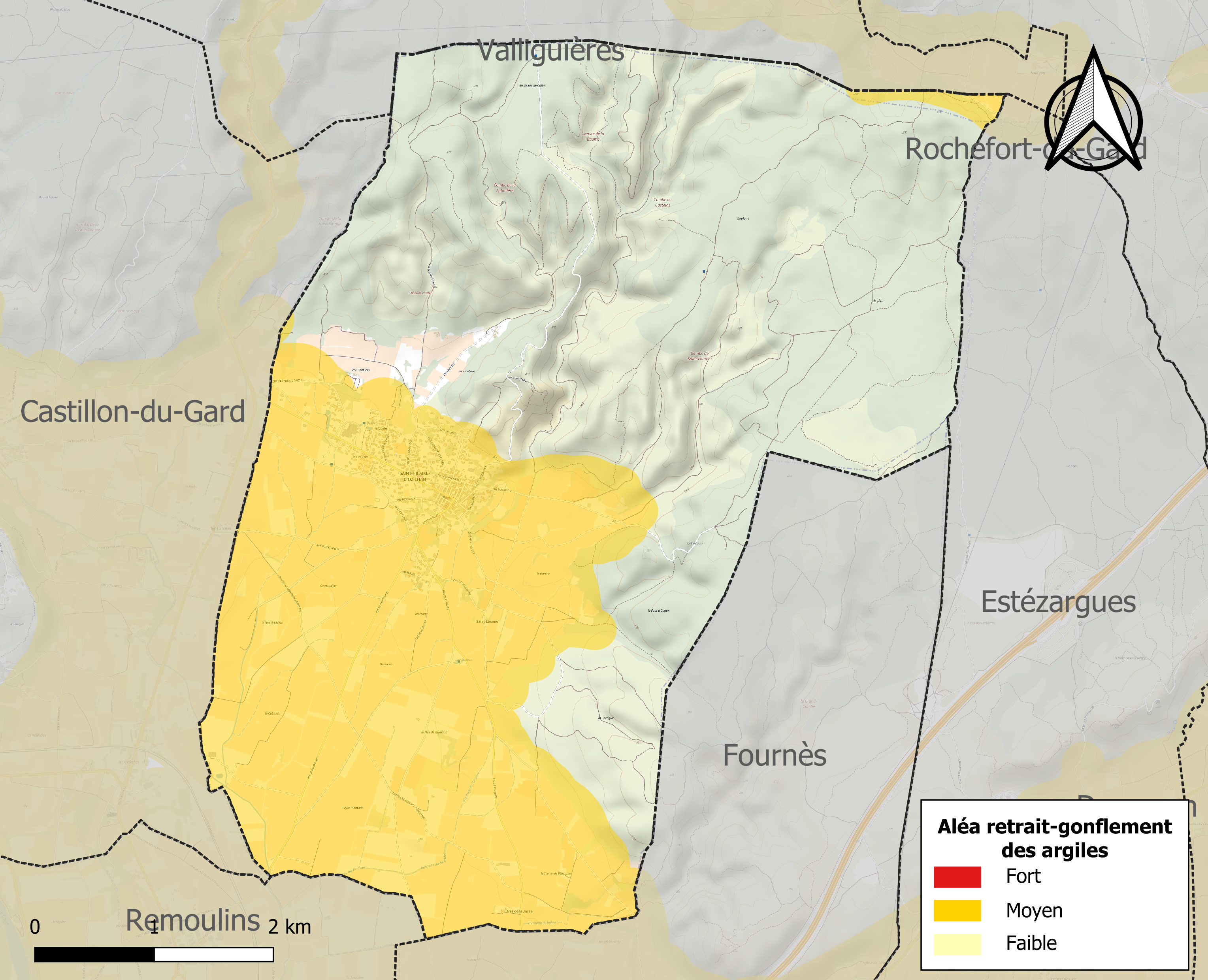
Carte des zones d'aléa retrait-gonflement des sols argileux de Saint-Hilaire-d'Ozilhan.

Le retrait-gonflement des sols argileux est susceptible d'engendrer des dommages importants aux bâtiments en cas d’alternance de périodes de sécheresse et de pluie. 40 % de la superficie communale est en aléa moyen ou fort (67,5 % au niveau départemental et 48,5 % au niveau national). Sur les 504 bâtiments dénombrés sur la commune en 2019, 499 sont en aléa moyen ou fort, soit 99 %, à comparer aux 90 % au niveau départemental et 54 % au niveau national. Une cartographie de l'exposition du territoire national au retrait gonflement des sols argileux est disponible sur le site du BRGM,.
Par ailleurs, afin de mieux appréhender le risque d’affaissement de terrain, l'inventaire national des cavités souterraines permet de localiser celles situées sur la commune.

#### Risques technologiques
Le risque de transport de matières dangereuses sur la commune est lié à sa traversée par des infrastructures routières ou ferroviaires importantes ou la présence d'une canalisation de transport d'hydrocarbures. Un accident se produisant sur de telles infrastructures est en effet susceptible d’avoir des effets graves au bâti ou aux personnes jusqu’à 350 m, selon la nature du matériau transporté. Des dispositions d’urbanisme peuvent être préconisées en conséquence.

## Histoire
Saint-Hilaire-d'Ozilhan fut longtemps possédée par des Romains. On peut aujourd'hui admirer des anciens vestiges.

## Politique et administration

### Liste des maires
| Période | Période   | Identité           | Étiquette   | Qualité                                                  |
| --- | --------- | ------------------ | ----------- | -------------------------------------------------------- |
| | 1983      | Paul Blisson       | DVD puis PS | Conseiller général du canton de Remoulins de 1975 à 1988 |
| mars 1983 | mars 2008 | René Blisson       | SE          |                                                          |
| mars 2008 | mars 2014 | Nicole Laffon      | SE          |                                                          |
| mars 2014 | mai 2020  | Thierry Cenatiempo | DVG         | Chef d'entreprise                                        |
| mai 2020 | En cours  | Liliane Ozenda     | SE          |                                                          |
| Les données manquantes sont à compléter. Plus de détails sur les dernières élections municipales, indépendamment de la mise à jour de la présente page: voir la référence |           |                    |             |                                                          |

À la suite de l'augmentation du nombre d'habitants, à partir de 2020 les scrutins sont non plus des nominaux mais des scrutins de liste.

### Canton
La commune fait partie du canton de Remoulins, dont le conseiller général est Jacques Sauzet (UMP). Le canton dépend de l'arrondissement de Nîmes et de la troisième circonscription du Gard dont le député est Patrice Prat, maire de Laudun-l'Ardoise (PS).

## Population et société

### Démographie
L'évolution du nombre d'habitants est connue à travers les recensements de la population effectués dans la commune depuis 1793. Pour les communes de moins de 10 000 habitants, une enquête de recensement portant sur toute la population est réalisée tous les cinq ans, les populations de référence des années intermédiaires étant quant à elles estimées par interpolation ou extrapolation. Pour la commune, le premier recensement exhaustif entrant dans le cadre du nouveau dispositif a été réalisé en 2004.
| 1793 | 1800 | 1806 | 1821 | 1831 | 1836 | 1841 | 1846 | 1851 |
| ---- | ---- | ---- | ---- | ---- | ---- | ---- | ---- | ---- |
| 523  | 486  | 518  | 600  | 624  | 638  | 651  | 696  | 696  |

| 1856 | 1861 | 1866 | 1872 | 1876 | 1881 | 1886 | 1891 | 1896 |
| ---- | ---- | ---- | ---- | ---- | ---- | ---- | ---- | ---- |
| 720  | 720  | 704  | 676  | 659  | 602  | 554  | 520  | 490  |

| 1901 | 1906 | 1911 | 1921 | 1926 | 1931 | 1936 | 1946 | 1954 |
| ---- | ---- | ---- | ---- | ---- | ---- | ---- | ---- | ---- |
| 462  | 447  | 418  | 370  | 356  | 337  | 327  | 322  | 339  |

| 1962 | 1968 | 1975 | 1982 | 1990 | 1999 | 2004 | 2006 | 2009 |
| ---- | ---- | ---- | ---- | ---- | ---- | ---- | ---- | ---- |
| 321  | 382  | 419  | 461  | 618  | 640  | 656  | 650  | 702  |

| 2014  | 2019  | 2022  | - | - | - | - | - | - |
| ----- | ----- | ----- | - | - | - | - | - | - |
| 1 009 | 1 080 | 1 115 | - | - | - | - | - | - |

Attention : comme expliqué sur le site de l'INSEE, le chiffre 2011 ne peut être directement comparé à celui de 2009 en raison d'un changement de méthodologie.

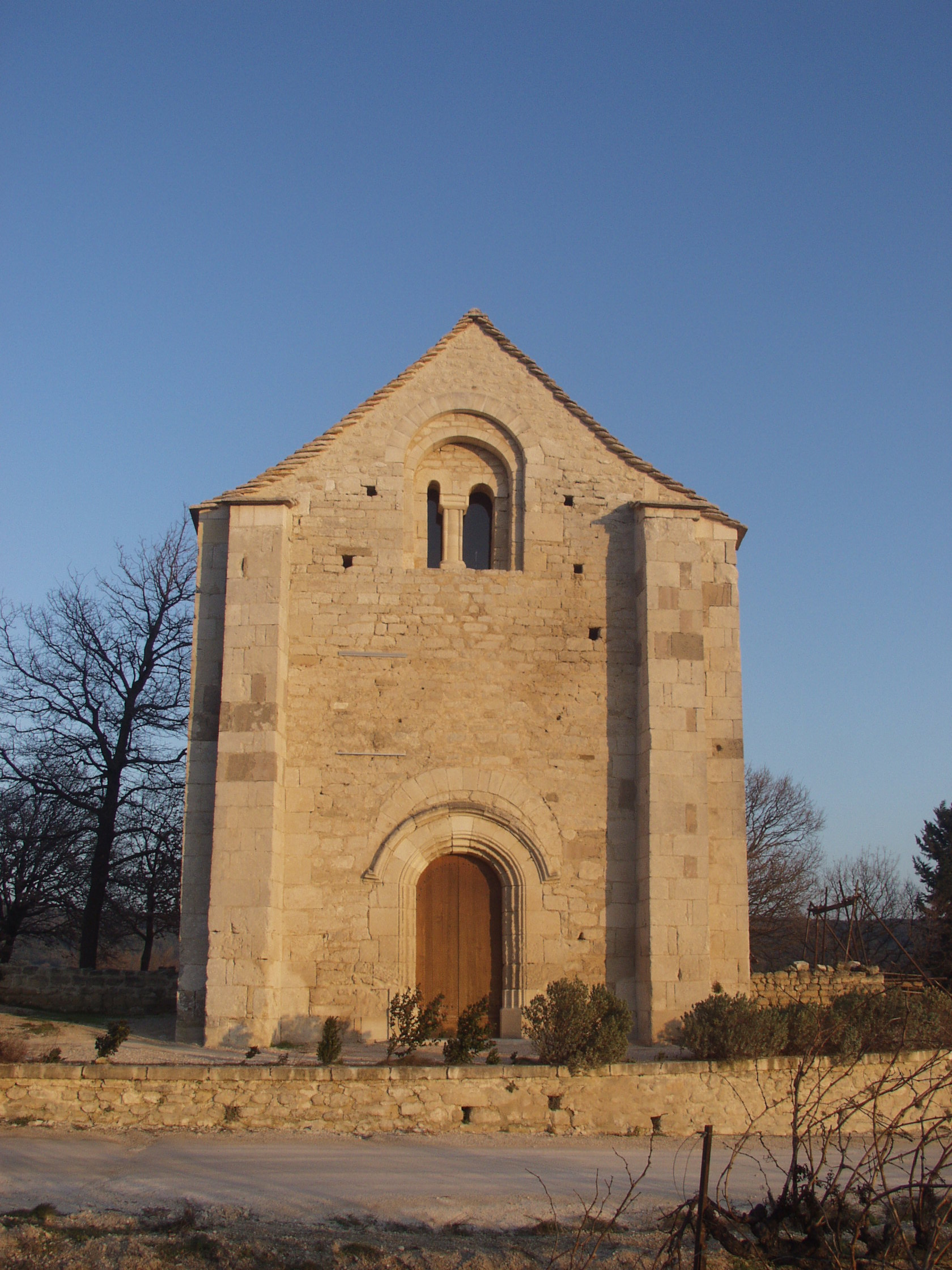
La façade de La Clastre.

### Médias
Le journal trimestriel « Vivre à Saint-Hilaire » informe régulièrement de la vie du village. Il est distribué à tous les habitants en version noir et blanc, et en version couleurs pour les adhérents de l'Association. Il est également accessible en ligne sur le site https://vivreasthilaire.fr/.

## Économie

### Revenus
En 2018  (données Insee publiées en septembre 2021), la commune compte 432 ménages fiscaux, regroupant 1 064 personnes. La médiane du revenu disponible par unité de consommation est de 22 470 € (20 020 € dans le département).

### Emploi
|                | 2008   | 2013  | 2018  |
| -------------- | ------ | ----- | ----- |
| Commune        | 7,3 %  | 8,6 % | 8,7 % |
| Département    | 10,6 % | 12 %  | 12 %  |
| France entière | 8,3 %  | 10 %  | 10 %  |

En 2018, la population âgée de 15 à 64 ans s'élève à 631 personnes, parmi lesquelles on compte 80 % d'actifs (71,3 % ayant un emploi et 8,7 % de chômeurs) et 20 % d'inactifs,. Depuis 2008, le taux de chômage communal (au sens du recensement) des 15-64 ans est inférieur à celui de la France et du département.
La commune est hors attraction des villes,. Elle compte 173 emplois en 2018, contre 187 en 2013 et 136 en 2008. Le nombre d'actifs ayant un emploi résidant dans la commune est de 459, soit un indicateur de concentration d'emploi de 37,6 % et un taux d'activité parmi les 15 ans ou plus de 61,2 %.
Sur ces 459 actifs de 15 ans ou plus ayant un emploi, 93 travaillent dans la commune, soit 20 % des habitants. Pour se rendre au travail, 88,3 % des habitants utilisent un véhicule personnel ou de fonction à quatre roues, 1,7 % les transports en commun, 3,6 % s'y rendent en deux-roues, à vélo ou à pied et 6,3 % n'ont pas besoin de transport (travail au domicile).

### Activités hors agriculture

#### Secteurs d'activités
91 établissements sont implantés  à Saint-Hilaire-d'Ozilhan au 31 décembre 2019. Le tableau ci-dessous en détaille le nombre par secteur d'activité et compare les ratios avec ceux du département,.
| Secteur d'activité                                                                                        | Commune | Commune | Département |
| Secteur d'activité                                                                                        | Nombre  | %       | %           |
| --- | ------- | ------- | ----------- |
| Ensemble                                                                                                  | 91      | 100 %   | (100 %)     |
| Industrie manufacturière, industries extractives et autres                                                | 11      | 12,1 %  | (7,9 %)     |
| Construction                                                                                              | 19      | 20,9 %  | (15,5 %)    |
| Commerce de gros et de détail, transports, hébergement et restauration                                    | 28      | 30,8 %  | (30 %)      |
| Information et communication                                                                              | 1       | 1,1 %   | (2,2 %)     |
| Activités financières et d'assurance                                                                      | 1       | 1,1 %   | (3 %)       |
| Activités immobilières                                                                                    | 3       | 3,3 %   | (4,1 %)     |
| Activités spécialisées, scientifiques et techniques et activités de services administratifs et de soutien | 15      | 16,5 %  | (14,9 %)    |
| Administration publique, enseignement, santé humaine et action sociale                                    | 8       | 8,8 %   | (13,5 %)    |
| Autres activités de services                                                                              | 5       | 5,5 %   | (8,8 %)     |

Le secteur du commerce de gros et de détail, des transports, de l'hébergement et de la restauration est prépondérant sur la commune puisqu'il représente 30,8 % du nombre total d'établissements de la commune (28 sur les 91 entreprises implantées  à Saint-Hilaire-d'Ozilhan), contre 30 % au niveau départemental.

#### Entreprises et commerces
Les quatre entreprises ayant leur siège social sur le territoire communal qui génèrent le plus de chiffre d'affaires en 2020 sont : 
- Agostini, commerce de gros (commerce interentreprises) de viandes de boucherie (739 k€)
- Domaine De L'olivier, commerce de détail de boissons en magasin spécialisé (299 k€)
- Sg-Renov-Habitat, travaux de maçonnerie générale et gros œuvre de bâtiment (61 k€)
- Gestion Conseils, activités des sièges sociaux (24 k€)

Les commerces:
- Hôtel-Restaurant "La belle Vie"
- Restaurant "Le Florès"
- Bar-épicerie "Croquer la Pie"
- Epicerie-Gourmet "Picq"
- Salon de coiffure
- Les 5 caves viticoles!
- Le moulin à huile de "Mémé Jeanne".

### Agriculture
Le nombre d'exploitations agricoles en activité et ayant leur siège dans la commune est de 23 lors du recensement agricole de 2020 et la surface agricole utilisée de 265 ha,.

## Culture locale et patrimoine

### Lieux et monuments

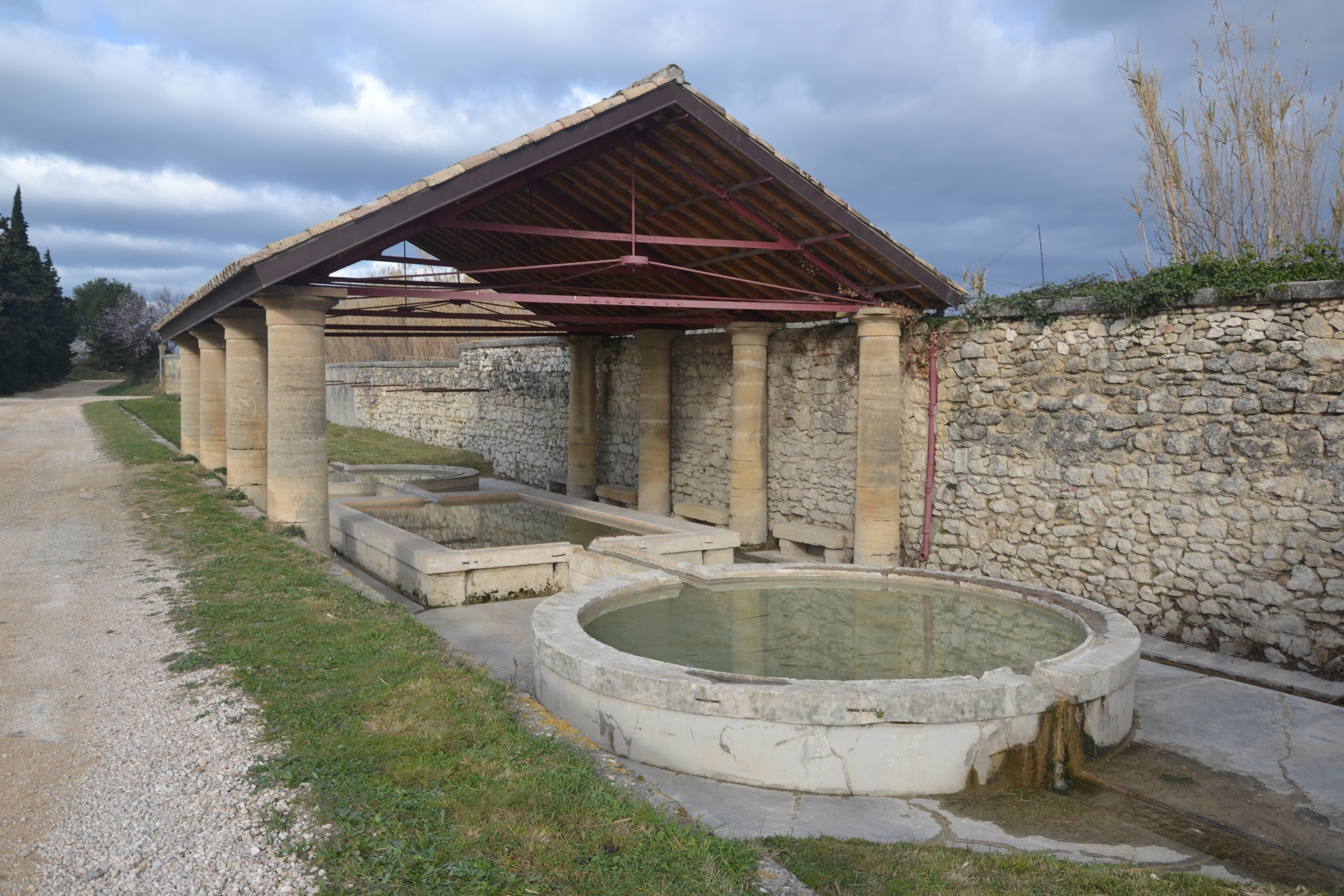
source, canal et Lavoir de Saint-Hilaire-d'Ozilhan

- Chapelle Saint-Étienne de Saint-Hilaire-d'Ozilhan du Xe siècle en restauration depuis les années 1990 : prieuré Saint-Étienne, dit « La Clastre » (photo plus haut à droite). L'édifice a été inscrit au titre des monuments historiques en 1994[26].
- Église Saint-Étienne de Saint-Hilaire-d'Ozilhan dite "Vieille Église". Ancienne église paroissiale (actuellement utilisée comme salle culturelle polyvalente).
- Église Saint-Hilaire de Saint-Hilaire-d'Ozilhan. Actuelle église paroissiale : édifice de la seconde moitié du XIXe siècle étonnant par ses vastes proportions, notamment la hauteur de son clocher particulièrement élancé.
- Tour de l'horloge d'assez grandes dimensions surmontée de son campanile en fer abritant la cloche des heures.
- Le lavoir à deux bassins cylindriques avec un lavoir central, alimenté par une fontaine en forme de mausolée qui recueille les eaux de plusieurs sources.
- La tour du Moulin d’Aure (ancien moulin à vent).

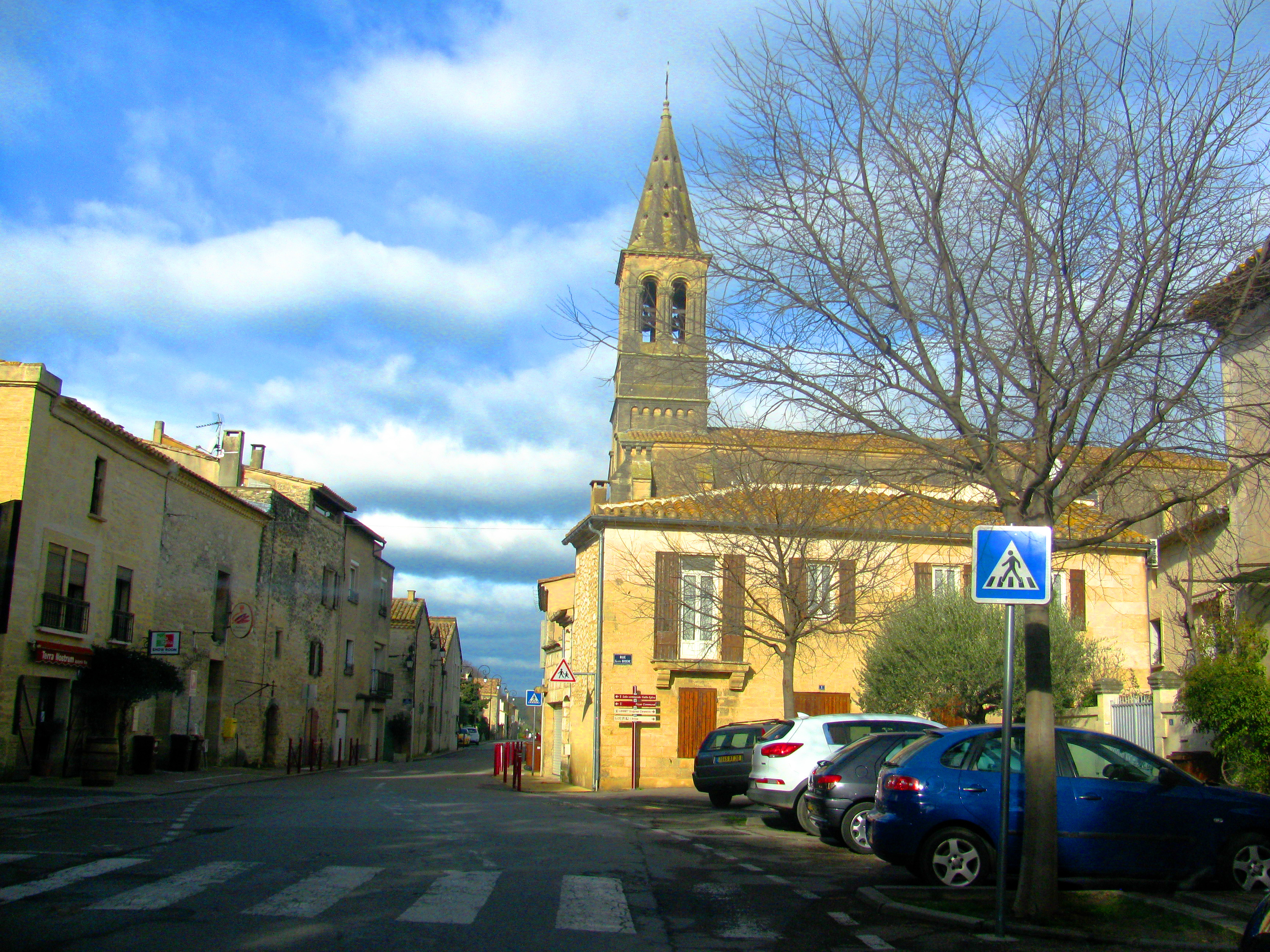
Église Saint-Hilaire
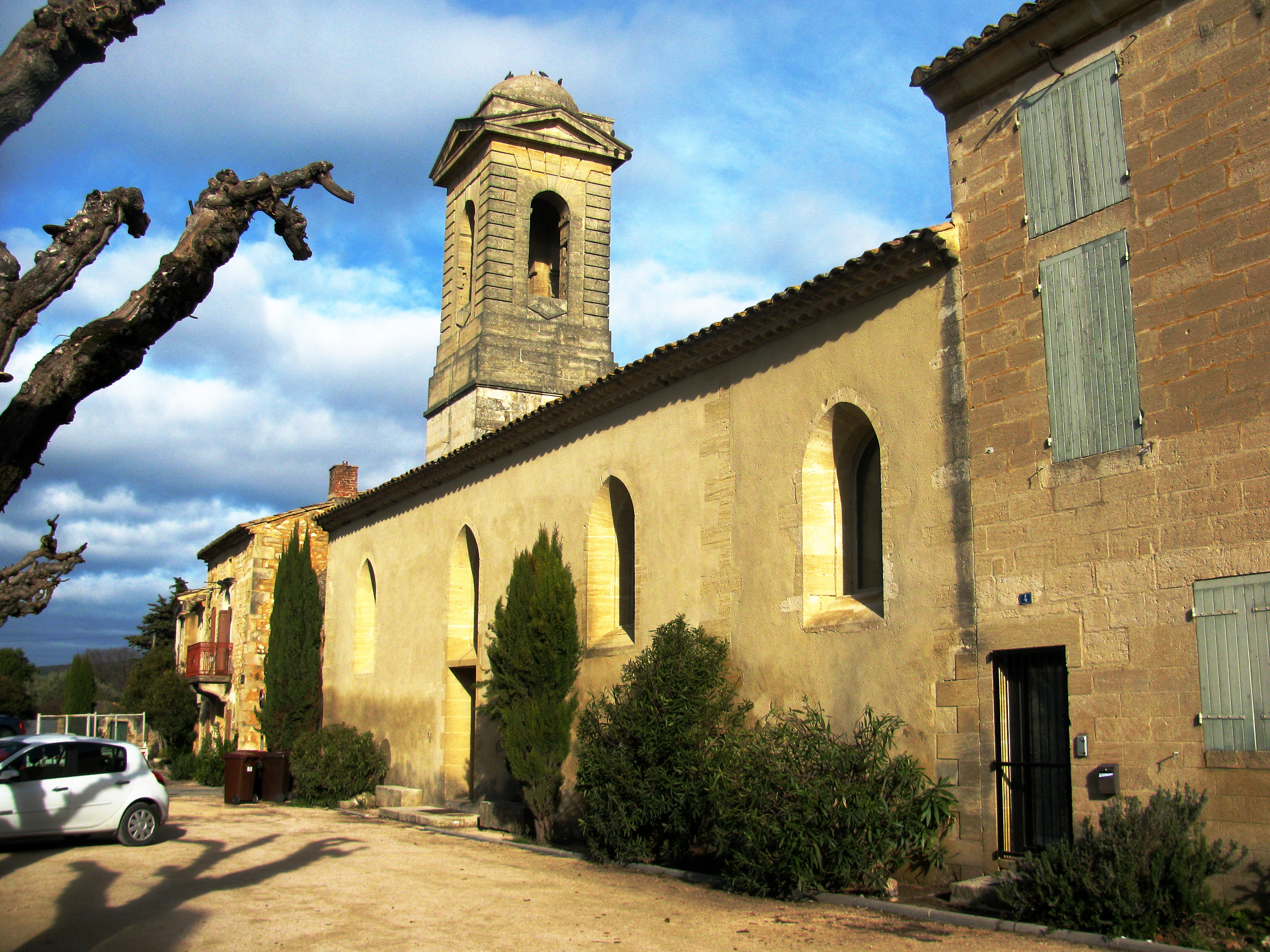
Église Saint-Étienne

### Personnalités liées à la commune
Jean-Louis Trintignant était associé à Bertrand et Claudie Cortellini dans le domaine viticole Rouge Garance.

### Héraldique
| Blason de Saint-Hilaire-d'Ozilhan | Blason  | De gueules au pal losangé d'or et d'azur.        |
| Blason de Saint-Hilaire-d'Ozilhan | Détails | Le statut officiel du blason reste à déterminer. |